# Kiyoshi Seike

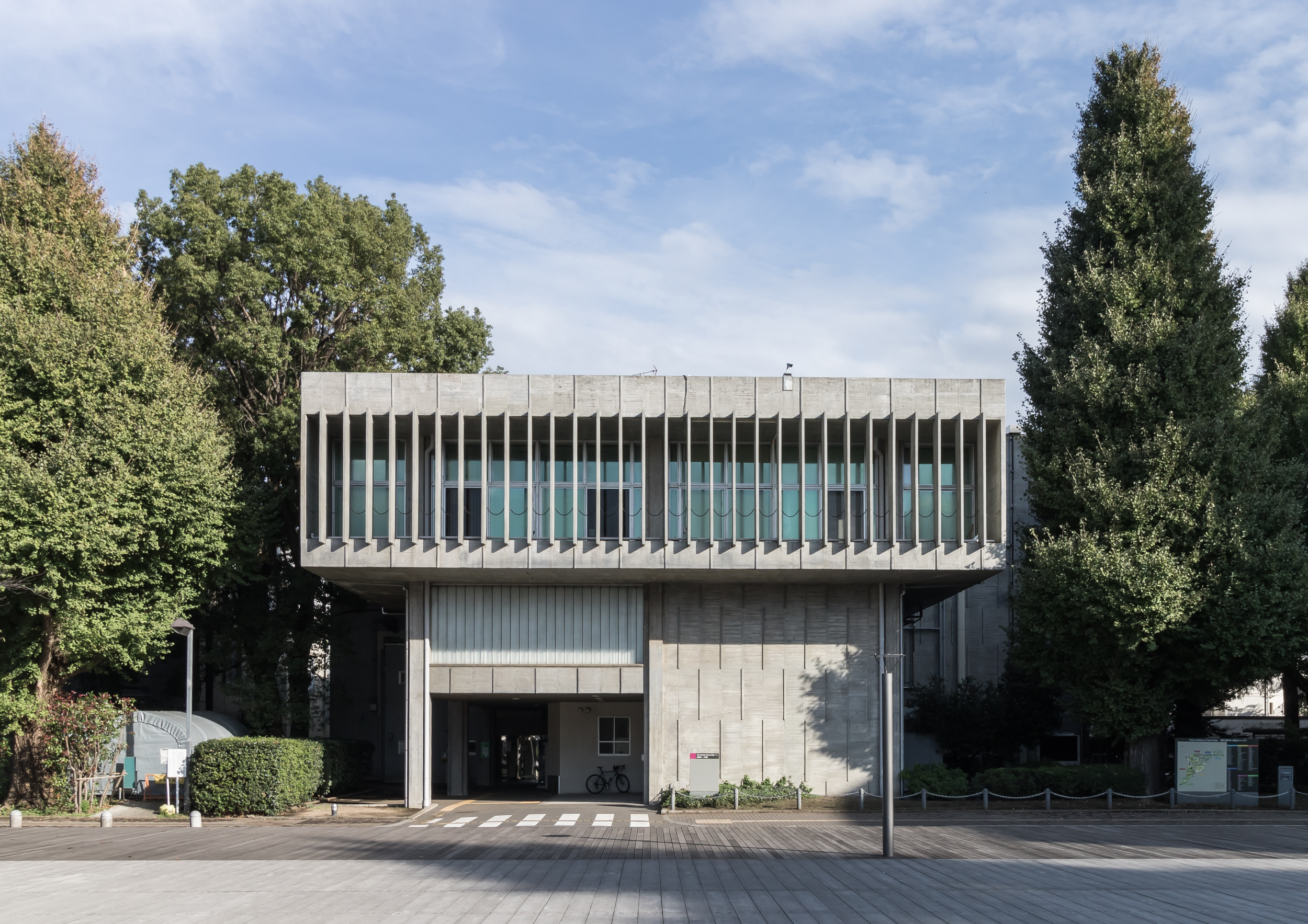
Bürogebäude des TIT

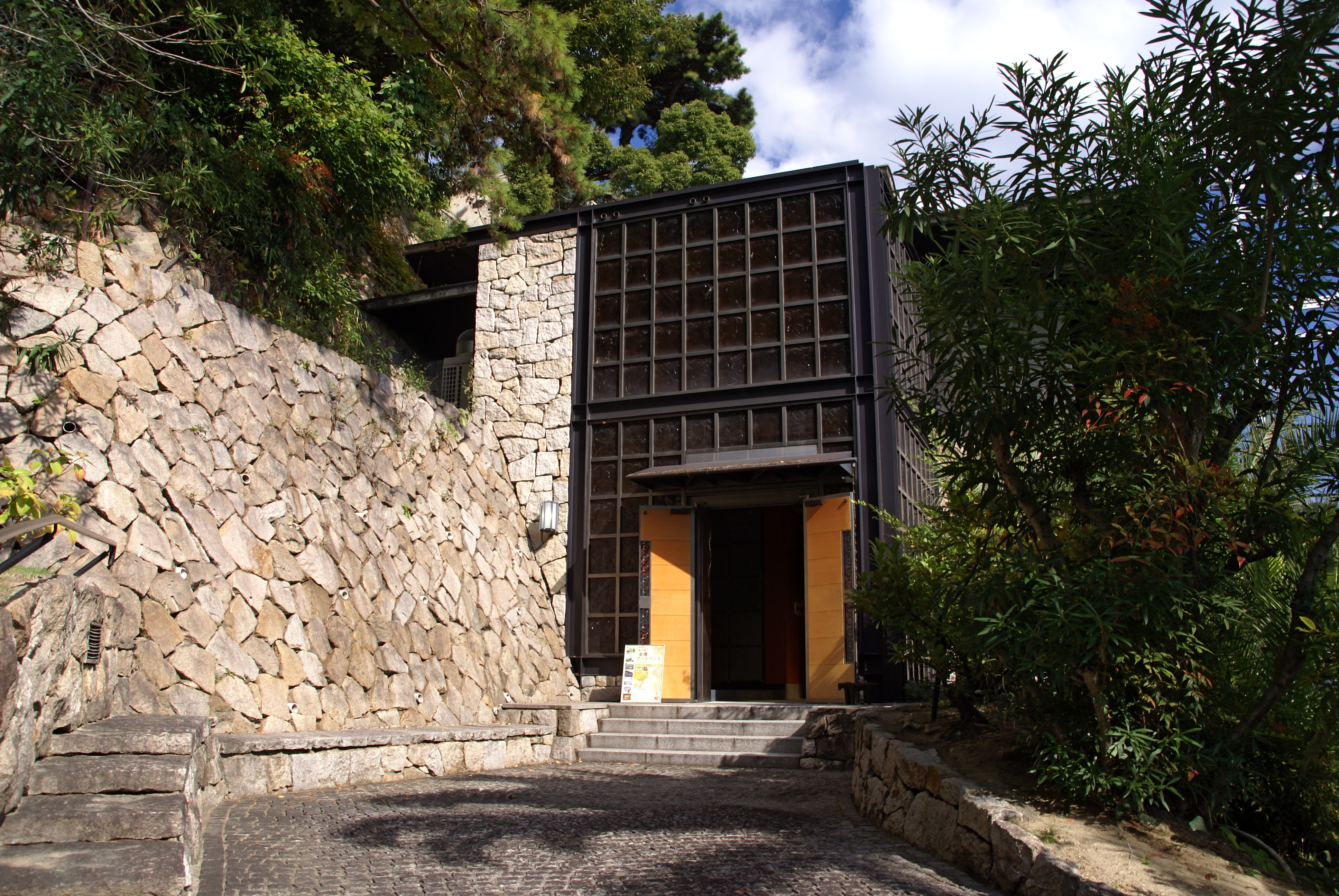
Hōun Gedächtnismuseum

Kiyoshi Seike (japanisch 清家 清 Seike Kiyoshi; geboren 13. Dezember 1918 in Kioto; gestorben 8. April 2005) war ein japanischer Architekt der Shōwa-Zeit.

## Leben und Werk
Kiyoshi Seike besuchte ab 1941 die „Tōkyō Bijutsu Gakkō“ (東京美術学校), Vorläufereinrichtung der Tōkyō Geijutsu Daigaku (Geidai) und machte dann 1943 seinen Abschluss an der Tōkyō Kōgyō Daigaku (TIT). Anschließend wurde er zur Marine eingezogen und war dort als technischer Offizier tätig. Nach dem Pazifikkrieg war er an TIT tätig und wurde schließlich dort Professor. 1962 holte er die Promotion nach. Zuletzt war er Professor an der Geidai.
Seike stellte seine erste Arbeiten, die Residenz für Dr. Mori (森邸) 1951 und die Residenz für Professor Saitō (斎藤邸) 1952 fertig, als die Nachkriegsdiskussion über den Faschismus im vollen Gange war. Seikes Entwürfe, die japanische Möbel und Tatami einbezogen, suchten die beste Nutzung für kleine Räume. Damit waren sie epochemachend in der Geschichte der japanischen Nachkriegsarchitektur. Seike arbeitete vor allem für die heimische Nachfrage, weitere bedeutende Arbeiten sind die Miyagi-Residenz (宮城邸), die Tsuboi-Residenz(坪井邸) und sein eigenes Haus.
Zu Seikes Schülern gehören Shinohara Kazuo (1925–2006), Shōji Hayashi (1928–2011), Masako Hayashi (林雅子; 1928–2001), Gyōji Banshōya (番匠谷尭二; 1930–1999), Kōji Yagi (八木幸二; * 1944) und andere.